# Dicrurus andamanensis
Dicrurus andamanensis là một loài chim trong họ Dicruridae.